# 슬로바키아 방송공사
슬로바키아 방송공사(슬로바키아어: Rozhlas a televízia Slovenska, 약칭 RTVS)는 슬로바키아의 공영 방송이다. 본사는 브라티슬라바에 위치해 있다.
2011년 1월 1일에 슬로바키아의 두 공영 방송인 슬로바키아 텔레비전 방송공사(Slovenská televízia)와 슬로바키아 라디오 방송공사(Slovenský rozhlas)가 합병함으로써 설립되었다.

## 라디오 채널

### 아날로그 겸용
- SRo1 :Rádio Slovensko
- SRo2 :Rádio Regina (지역 채널로 브라티슬라바, 반스카비스트리차, 코시체의 세 영역으로 나뉘어 방송한다.)
- SRo3 :Rádio Devín
- SRo4 :Rádio FM
- SRo5 :Rádio Patria (이 채널은 2009년 06:00~18:00에 헝가리어로 방송된다. 슬로바키아의 헝가리 접경 남부 지역의 헝가리인들을 대상으로 하고 있다.

### 국제 방송
- SRo6 :Slovenský Rozhlas (슬로바키아국제방송)

### 디지털 전용
- SRo7 :Rádio Klasika (클래식)
- SRo8 :Rádio Litera (라디오 드라마)
- SRo9 :Rádio Junior (아동용)

## 텔레비전 채널
- Jednotka ('1'이라는 뜻) (구 STV 1)
- Dvojka ('2'라는 뜻) (구 STV 2)
- Trojka ('3'이라는 뜻) : 2008년부터 2011년까지 스포츠 채널로 방송. 2019년 12월 22일부터 2022년 2월 28일, 2022년 6월 10일부터 11월 30일까지 고전 채널로 방송.
- RTVS 24 : 2022년 러시아의 우크라이나 침공을 계기로 Trojka를 임시로 대신해 2022년 2월 28일 개국. 이후 정식 채널로 승격
- RTVS Sport : 스포츠 채널. 2021년 12월 20일 개국.

## 같이 보기
- 슬로바키아 텔레비전 방송공사
- 슬로바키아 라디오 방송공사
- 체코 텔레비전 방송공사
- 체코 라디오 방송공사